# Palpita obsolescens
Palpita obsolescens là một loài bướm đêm trong họ Crambidae.